# Neumann Peak
Der Neumann Peak ist ein rund 800 m hoher Berg am nördlichen Ende der Hansen-Insel in der Hanusse-Bucht vor der Loubet-Küste des Grahamlands auf der Antarktischen Halbinsel.
Luftaufnahmen der US-amerikanischen Ronne Antarctic Research Expedition (1947–1948) und der Falkland Islands and Dependencies Aerial Survey Expedition (1956–1957) dienten der Kartierung des Bergs. Das UK Antarctic Place-Names Committee benannte ihn 1965 nach dem deutschen Physiker Franz Ernst Neumann (1798–1895), der bedeutende Beiträge zur Wärmeleitfähigkeit von Eis geleistet hatte.